# بين فيرغسون (مقدم برامج إذاعية)
بين فيرغسون (بالإنجليزية: Ben Ferguson)‏ هو مقدم برامج إذاعية أمريكي، ولد في 28 أغسطس 1981.